# Anemia millefolia
Anemia millefolia là một loài dương xỉ trong họ Anemiaceae. Loài này được Gardner C. Presl mô tả khoa học đầu tiên năm 1845.